# Ночь так темна
«Ночь так темна» (англ. So Dark the Night) — детективный фильм нуар режиссёра Джозефа Х. Льюиса, вышедший на экраны в 1946 году.
Фильм рассказывает о знаменитом детективе парижской криминальной полиции Анри Кассэне (Стивен Герей), который во время отпуска влюбляется в молодую дочь хозяина сельской гостиницы Нанетт (Мишлин Шерель). В неё также влюблён молодой фермер Леон, с которым она дружна с детства. Во время празднования помолвки Кассэна и Нанетт, девушка вместе с Леоном неожиданно исчезает, а несколько дней спустя их находят мёртвыми. Несмотря на все усилия Кассэна, ему не удаётся напасть на след подозреваемого, пока, работая с художником в парижской полиции, он не приходит к парадоксальному выводу.
Наряду с такими картинами, как «Заворожённый» (1945), «Зачарованная» (1945), «Одержимая» (1947), «Двойная жизнь» (1947) и «Три лица Евы» (1957) данный фильм относится к подкатегории «шизофренического нуара», в котором важным элементом развития сюжета является шизофреническая болезнь ключевого персонажа.
Фильм относится к немногочисленной категории нуаров, действие которых полностью или частично происходит во Франции. К этой категории относятся также картины «Перекрёсток» (1942), «Синяя борода» (1944), «Маска Димитриоса» (1944), и «Женский секрет» (1949), однако действие ни одного из них, в отличие от данного фильма, не происходит во французской провинции.

## Сюжет
Анри Кассэн (Стивен Герей) — внешне не очень привлекательный, но дружелюбный и симпатичный мужчина средних лет. Он работает детективом парижской криминальной полиции Сюрте, где прославился своим упорством в работе, беззаветной преданностью делу, работоспособностью и эффективностью в раскрытии преступлений. Комиссар полиции говорит о Кассэне, что тот может работать без сна и отдыха день за днём, когда занят расследованием дела. «Он самый упорный человек, которого я знал. Его ум настолько поглощён одним делом, что порой он выглядит глупым и нескладным во всём остальном. И он так глубоко погружается в работу и настолько предан делу, что арестует и собственную мать, если будет уверен в её виновности». Кассэн не был в отпуске уже 11 лет, и начальство настаивает на его отдыхе, чтобы он мог восстановить силы и снять накопившуюся психологическую напряжённость. Полицейский врач направляет Кассэна в тихий провинциальный городок Сан-Марго под наблюдение местного врача. Прибыв в Сан-Марго, Кассэн останавливается в трактире «Чёрная лошадь», где его радушно встречают его владельцы, семья Мишо, в которую входят отец семейства Пьер Мишо (Юджин Борден), его супруга Мама Мишо (Энн Коди) и их прелестная юная дочь Нанетт (Мишлин Шерель), а также работающая в трактире немолодая вдова Бридель (Хелен Фриман). Мама Мишо сразу же пытается свести Нанетт с Кассэном, который, по её мнению, может составить дочери отличную партию, так как богат и знаменит, и кроме того, живёт в Париже. Действительно, между Нанетт и Кассэном очень быстро устанавливаются тёплые дружеские отношения. Во время совместных прогулок по вечерам Кассэн рассказывает Нанетт о Париже, куда девушка мечтает сбежать из своего провинциального городка. Однако выясняется, что Нанетт помолвлена с молодым местным красавцем-фермером Леоном Аршаром (Пол Марион), с которым знакома с детских лет. Общаясь с Кассэном, Нанетт продолжает встречаться и с Леоном, демонстрируя ему определённые знаки внимания. Между тем Кассэн всё более влюбляется в Нанетт. Они всё больше сближаются, и однажды целуются, сидя на речном берегу. Их замечает ревнивый Леон, который предупреждает девушку: «Я лучше убью тебя, чем отдам кому-либо другому».
Кассэна начинает мучить совесть, что он встал между Нанетт и Леоном, однако он не может отказаться от общения с Нанетт, тем более, что она продолжает проявлять к нему интерес. Вдохновлённый Кассэн окончательно влюбляется и делает Нанетт предложение, которое она с радостью принимает. За этой сценой наблюдают все домочадцы, при этом Мама — с радостью, а вдова Бридель и Пьер Мишо — с неодобрением. Он, в частности, хочет, чтобы его дочь вышла замуж за Леона. Во время торжественного празднования помолвки в трактире Пьер говорит Кассэну, что не желает их брака из-за большой разницы в возрасте. Неожиданно появляется Леон, который клянётся, что если Кассэн женится на Нанетт, то он будет их всюду преследовать и завоюет девушку обратно любыми средствами. После своего страстного монолога Леон уходит, Нанетт выбегает за ним, и больше их никто не видит. Кассэн впадает в глубокую депрессию, в течение двух суток не спит и отказывается принимать пищу. Думая об исчезновении Нанетт, он замечает: «Я знал, что всё это слишком хорошо, чтобы быть правдой… Такое счастье не для меня». Неделю спустя в реке находят тело Нанетт. Хотя полиция полагает, что смерть Нанетт была самоубийством, однако Кассэн быстро устанавливает, что девушка была задушена, вероятно, вскоре после исчезновения, а затем её тело было сброшено в воду. Местная полиция приглашает Кассэна принять участие в расследовании, и он клянётся, что не успокоится до тех пор, пока не найдёт убийцу.
Поскольку ферма Леона находится в километре вверх по течению реки, Кассэн предполагает, что её могли убить и сбросить в реку именно там. По просьбе Кассэна местная полиция устраивает тщательный обыск фермы Леона, находя в одном из сараев его труп с пузырьком яда в руке. Однако Кассэн догадывается, что Леон был задушен точно так же, как и Нанетт, а пузырёк был вложен ему в руку для того, чтобы выдать убийство за самоубийство. Все следы на месте преступления тщательно уничтожены, однако Кассэну удаётся обнаружить нетронутый след от ботинка под телом Леона. Он делает гипсовый отпечаток следа и примеряет его всем жителям городка. Однако отпечаток не соответствует параметрам ни одного из жителей деревни. Вскоре вдова Бридель обнаруживает под дверью записку, адресованную Кассэну, в которой говорится, что будут ещё убийства. Она отдаёт ему записку, он просит никому не рассказывать о её содержании. В полицейском участке Кассэн выясняет, что на записке имеются отпечатки лишь двух человек — вдовы и его самого, из чего он делает вывод, что автор записки пользовался перчатками. Попытки Кассэна вычислить убийцу по почерку в записке также ни к чему не приводят. Кроме того, Кассэн никак не может установить мотив преступления. Пьер встречает Кассэна и говорит ему, что убьёт убийцу дочери собственными руками. Если расследование не будет завершено в ближайшее время, полиция опасается возмущения со стороны горожан и самосуда, тогда, по словам Кассэна, может пострадать невинный человек. Вскоре Пьер приносит Кассэну ещё одну записку со словами: «Ты умрёшь следующей», которая, как он подозревает, адресована Маме. Пьер и Кассэн немедленно направляются на кухню, где находят Маму задушенной. После смерти дочери и жены Пьер решает закрыть трактир. Незадолго до возвращения в Париж Кассэн заходит в свою комнату, где застаёт вдову Бридель. Он быстро выясняет, что она примеряла его ботинок к гипсовому слепку следа убийцы, после чего заявляет вдове, что у неё был мотив и возможность совершить оба убийства. Однако вдова не грамотна и не могла написать записки. Она в свою очередь неожиданно просит Кассэна взять её с собой в Париж, где она будет за ним ухаживать.
Вернувшись в Париж, Кассэн рассказывает комиссару полиции о своей неудаче, а затем решает с помощью полицейского художника составить воображаемый портрет убийцы. Описывая своё представление об убийце, Кассэн приходит к парадоксальному выводу, что убийцей является он сам. После того, как его ботинок совпадает с образцом, взятым на месте преступления, а почерк на записке идентичен его почерку, когда он пишет левой рукой, последние сомнения у него рассеиваются. По просьбе Кассэна комиссар сажает его под арест в его служебном кабинете, где Кассэн составляет подробный отчёт о преступлениях в Сан-Марго и ходе расследования. В беседе с комиссаром полицейский психиатр высказывает предположение, что Кассэн болен шизофренией. Тем временем Кассэн избавляется от приставленного к нему охранника и сбегает в Сан-Марго. Он приходит в трактир и, несмотря на просьбы вдовы не делать этого, разыскивает Пьера. Со словами «Я был недостаточно хорош для Нанетт, я слишком стар!» он набрасывается на Пьера. В драке Пьер берёт Кассэна за горло, говоря, что убьёт его так же, как тот убил Нанетт и Мама. Кассэн хватает кочергу и сбивает Пьера с ног. Когда он готов нанести решающий удар и убить Пьера, раздаётся выстрел. Приехавший из города комиссар убивает Кассэна выстрелом через окно. Перед смертью Кассэн произносит: «Кассэна больше нет. Я поймал его. Я убил его».

## В ролях
- Стивен Герей — Анри Кассэн
- Мишлин Шерель — Нанетт Мишо
- Юджин Борден — Пьер Мишо
- Энн Коди — Мама Мишо
- Эгон Бречер — доктор Бонкур
- Хелен Фриман — вдова Бридель
- Пол Мэрион — Леон Аршар
- Григорий Ге — комиссар Гранд

## Режиссёр и исполнитель главной роли
Режиссёр Джозеф Х. Льюис поставил такие высоко ценимые фильмы нуар, как «Без ума от оружия» (1950) и «Большой ансамбль» (1955), к числу других его наиболее удачных нуаров относятся «Меня зовут Джулия Росс» (1945), «Сыщик» (1949) и «Леди без паспорта» (1950).
Исполнитель главной роли Стивен Герей снимался во многих фильмах нуар, исполняя преимущественно роли второго плана, среди них «Маска Димитриоса» (1944), «Заворожённый» (1945), «Гильда» (1946), «Крайний срок — на рассвете» (1946), «В укромном месте» (1950), «Леди без паспорта» (1950) и «Афера на Тринидаде» (1952).

## История создания фильма
По мнению кинокритика Брета Вуда, «один из мастеров американского кино категории В, Джозеф Х. Льюис впервые сделал себе имя низкобюджетным клоном хичкоковской „Ребекки“ (1940) под названием „Меня зовут Джулия Росс“ (1945)». В этой картине «Льюис не только смог сплести умную историю, украшенную саспенсом, но и убедительно показал Лондон и приморскую усадьбу в Корнуолле, работая на бюджете всего лишь в 175 тысяч долларов и не покидая солнечной Калифорнии». Вуд отмечает, что этот «фильм стал фаворитом критиков, и открыл для Льюиса новые возможности работы на студии „Коламбиа“, которой в то время управлял Гарри Кон».
Год спустя Льюис попытался повторить свой успех. «В условиях сходных бюджетных ограничений, Льюис на этот раз предпринял попытку создать образ сельской французской деревни (и несколько сцен в Париже, чтобы сделать картину интереснее). Как и в случае с „Джулией Росс“, Льюис получил двенадцать дней на съёмки, любой реквизит и любые съёмочные площадки, которые он мог для себя подобрать на территории студии Columbia».
По словам Льюиса, хотя он никогда не бывал во французской деревне, он провёл немалую подготовительную работу, чтобы деревенские сцены выглядели максимально аутентично. Льюис говорит: «Когда я начал съёмки фильма, я знал о французской деревне больше, чем тот, кто там родился. Я работал в исследовательском департаменте. Я работал со многими фотографиями, читал и перечитывал материалы. Я брал фотографии, увеличивал их и говорил художнику-постановщику: „Я хочу, чтобы всё выглядело точно так же“». Далее Вуд пишет: «Льюис изучил каждый уголок территории студии Columbia в поисках того, какое место можно было бы превратить во французскую провинцию. В конце концов, он обратил внимание на развалины деревни, разбомбленной в фильме о войне». Там осталось только поле без декораций и «где-то на дальнем плане была разрушенная церковная колокольня». Льюис рассказывает: «Я посмотрел на художника и сказал: „Если ты возьмёшь бульдозер и проложишь здесь извилистую дорогу — пыльную дорогу, которая шла бы мимо той колокольни — и установишь на переднем плане крытую соломой крышу, чтобы скрыть все те разрушенные и сгоревшие здания, и поставишь на дороге маленькую повозку с осликом или французского крестьянина, или автомобиль — создастся ли таким образом впечатление французской деревни?“. Когда я завершил описание, художник по эскизам нарисовал для меня французскую деревню… Это и есть та французская деревня, которую вы видите в фильме». На съёмки фильма было отведено две недели, которые «Льюис, по его словам, растянул до трёх».

## Оценка фильма критикой
Фильм получил в основном положительные отзывы критики, при этом были особенно высоко оценены стилевое решение, работа режиссёра, оператора и художника картины. К недостаткам фильма критики относят слабый сценарий и невыразительный актёрский состав.
Так, сразу после выхода фильма Variety охарактеризовал его следующим образом: «Вокруг непрочной истории Обри Висберга о парижском инспекторе-шизофренике, который по ночам превращается в безумного убийцу, построена плотная комбинация из режиссуры, операторской работы и музыки, создавая серию необычайно тонких и трогательных визуальных эффектов». Более того, журнал констатировал, что фильм «парадоксальным образом находится на грани распада под грузом собственной технической изощрённости», когда Льюис при решении творческих задач «постоянно и методично использует визуальные образы вместо того, чтобы просто использовать текст». Variety также отметил, что «сценография картины, действие которой разворачивается в неизвестной французской деревне, исключительна по своей насыщенности и точности деталей… Несмотря на очевидные бюджетные ограничения, уличные планы, оформление интерьеров и съёмки на природе создают именно такую Францию, какой она существует в нашем воображении».
Позднее TimeOut также посчитал, что «сценарий представляет собой поверхностный и часто глупый детектив с убийством, окончание которого в равных долях напоминает о Фрейде и об О.Генри». Кроме того, «действие происходит в нелепо представленной Франции, образ которой особенно смущает в начальных сценах в Париже, но продолжает раздражать и когда сюжет уносит героя — полицейского инспектора — в сельскую местность, где у него начинается роман с дочерью владельца гостиницы, которая томится по Большому городу». Вместе с тем, отмечает TimeOut, несмотря на мизерный бюджет, «фильм поставлен на миллион долларов. Визуально его можно сравнить с „Большим ансамблем“ как с одним из чистейших достижений Льюиса в области нуара. Более того, фильм содержит больше кинематографических идей и смыслов на квадратный фут экрана, чем любой из современных фильмов категории А». Журнал подводит итог: «Иными словами, это типичный фильм Льюиса: не выдающийся по мысли, но стильный настолько, что способен потрясти любого поклонника кино».
Эд Грант из журнала «Тайм» выделил этот фильм "как одно из самых значимых достижений Льюиса, охарактеризовав его «как искусный маленький фильм о розыске преступника, в котором французский детектив сталкивается с самой большой загадкой в своей карьере. Развязка этого забытого бриллианта настолько мощна, что она позднее была использована в качестве кульминации в последнем романе Агаты Кристи про Эркюля Пуаро „Занавес“ (1975)». По мнению Карла Уильямса, это «фильм нуар с хорошим сюжетом и режиссурой», который «страдает от недостатка звёздной мощи, но, тем не менее, стал чем-то вроде культовой классики». Роберт Кезер в Senses of Cinema описывает картину как «захватывающе поставленный выброс экспрессионизма», который свидетельствует «о зрелости Льюиса и полной реализации его намерений».
Вуд называет картину «запутанным детективом с поиском преступника, в котором есть скрытые улики, анонимные записки и городок, полный потенциальных убийц». Вуд также отмечает, что «декорации фильма довольно убедительны». И единственное, что подрывает к ним доверие и «напоминает нам о том, что фильм делался в Голливуде, это дикие вариации фальшивого французского акцента, который используется для „продажи“ экзотического места действия». Свою оценку он заканчивает словами, что «хотя фильм в значительной степени оставался незамеченным среди лучших работ Льюиса, однако сегодня его оценка среди поклонников кино постоянно растёт».
Деннис Шварц отмечает, что это «второй фильм Льюиса, и он так же энергетически насыщен, как „Большой ансамбль“ (1955) или „Меня зовут Джулия Росс“ (1945)». Критик считает, что «фрейдистская история (фильма) странновата и выходит за рамки правдоподобия, но изящество стиля Льюиса завораживает. Тонкий налёт нуара великолепно передан при богатом изображении сельской жизни, а также при показе распада личности в результате давления на психику, которое приводит к шизофрении. Это создаёт увлекательное зрелище». Шварц также отмечает операторскую работу, указывая, что «Бернетт Гаффи использовал камеру очень эффективно, создавая множество необычных ракурсов, а его мрачные чёрные тени выражали безрадостное и подавленное настроение, которое контрастировало с лёгким и беззаботным сельским пейзажем». «К сожалению, фильм редко показывают и потому он мало известен, но он прелестен», — подытоживает Шварц.

## Режиссёрский стиль Льюиса
Критики всегда высоко оценили визуальный стиль режиссёра Льюиса. Как отметил Вуд, «в начале своей режиссёрской карьеры Льюис любил изобретательные, привлекающие внимание ракурсы, такие как съёмка сквозь колёсные спицы повозки или сквозь другие объекты на переднем плане. Эта практика очевидна и здесь, когда Льюис снимает одну из сцен с потолка, сквозь лопасти вращающегося потолочного вентилятора. Большую часть времени, однако, использование им переднего плана и съёмок сквозь предметы значительно более утончённое и осмысленное». По словам Вуда, примером памятного визуального решения в картине является эпизод, «когда Кассэн подъезжает к „Чёрной лошади“, мгновенно ослепляя Нанетт своим городским шиком. Льюис монтирует быструю последовательность крупных планов хромовой отделки его автомобиля (фигурку на радиаторе, решётку радиатора, колпаки), на которые Нанетт глядит с восхищением жительницы маленького городка. Это говорит об их характерах больше и лучше, чем любые слова».
В своём эссе «Джозеф Х. Льюис: турист в сумасшедшем доме» Майрон Мейзел также отмечает, что «Льюис демонстрирует тягу к показу объектов в жёстком фокусе на переднем плане, когда действие развивается на заднем плане. Так, смерть матери девушки передаётся через метафору капающего крана и кипящего чайника, при этом наш взгляд размывается в хаосе различных других кухонных предметов. Все эти визуальные приёмы сводятся воедино в потрясающе проработанную кульминацию, в которой основанная идея, постановка кадра, объекты на переднем плане, повторяющийся звук колокола, глубокий фокус, зеркальные отражения и постепенно меняющийся свет вместе работают на раскрытие темы… Фильм показывает Льюиса как режиссёра потрясающей сложности».